# Cipinang Melayu
Cipinang Melayu is een plaats (wijk) - (kelurahan) in het bestuurlijke gebied Makasar, Jakarta Timur (Oost-Jakarta) in de provincie Jakarta, Indonesië. De plaats telt 44.270 inwoners (volkstelling 2010).